# Sweet Mary Jane
Sweet Mary Jane är ett album av Peps & Blues Quality, släppt 1968 av skivbolaget Sonet Grammofon AB. Albumet återutgavs 1975 av skivbolaget Spotlight (dotterbolag till Sonet) och som CD 1994 av Sonet.

## Låtlista
1. "Sweet Mary Jane" – 4:23
2. "Copenhagen Blues" – 5:14
3. "You're So Fine" (Walter Jacobs) – 3:56
4. "Somebody" – 5:23
5. "I Once Was A Gambler" (Lightnin' Hopkins) – 6:40
6. "Sail Off To Another Shore" – 3:55
7. "Sad Night is Fallin'" – 6:15
Bonusspår på 1994 års CD-utgåva
8. "You're So Fine (alternativ inspelning) (Walter Jacobs)
9. "It Hurts Me Too" (Tampa Red)
10. "Sweet Mary Jane" (alternativ inspelning)
11. "Sad Night Is Falling" (alternativ inspelning)
12. "I Got My Mojo Working" (Preston Foster)

## Medverkande
Musiker
- Peps Persson – sång, munspel, gitarr
- Lasse Wellander – gitarr
- Mats Olof Strömberg – orgel, piano, trumpet
- Magnus Tingberg – altsaxofon
- Per-David Johnsson – basgitarr
- Bosse Skoglund – trummor

Produktion
- Gunnar Bergström – musikproducent
- Michael B. Tretow – ljudtekniker
- Björn Almstedt – ljudtekniker
- Peter Wiking – omslagsdesign
- Bengt H. Malmqvist, Bo Skoglund – foto